# Władimir Batnia
Władimir Wiktor Pietrowicz Batnia (ros. Владимир Виктор Петрович Батня; ur. 16 grudnia 1958 w Krasnojarsku, zm. 9 listopada 1997 tamże) – radziecki zapaśnik startujący w stylu wolnym.
Brązowy medalista mistrzostw świata w 1982 i mistrzostw Europy w 1978 i 1981. Mistrz uniwersjady w 1981. Trzeci w Pucharze Świata w 1982 roku.
Mistrz ZSRR w 1982 i trzeci w 1979 i 1984 roku.